# Creekmoor
Creekmoor – dzielnica miasta Poole, w Anglii, w hrabstwie ceremonialnym Dorset, w dystrykcie (unitary authority) Bournemouth, Christchurch and Poole. Leży 30 km na wschód od miasta Dorchester i 157 km na południowy zachód od Londynu. W 2011 roku dzielnica liczyła 9180 mieszkańców.